# كوبيل (تكساس)
كوبيل (بالإنجليزية: Coppell, Texas)‏ هي مدينة تقع في مقاطعة دالاس, مقاطعة دينتون بولاية تكساس في شمال شرق الولايات المتحدة. تبلغ مساحة هذه المدينة 38 (كم²)، وترتفع عن سطح البحر 158 م، بلغ عدد سكانها 38659 نسمة في عام 2010 حسب إحصاء مكتب تعداد الولايات المتحدة .

## وصلات خارجية
- coppelltx.gov
- The US50 - Cities and Towns in Texas State